# Espierres-Helchin
Espierres-Helchin (en néerlandais Spiere-Helkijn) est une commune néerlandophone à facilités de Belgique située en Région flamande dans la province de Flandre-Occidentale.

## Géographie
Le canal de l'Espierres venant de France, devenu non navigable mais promu - dans un certain temps - à la navigation de plaisance - aboutit à l'Escaut au sud de la localité.

### Carte

Espierres-Helchin, communes fusionnées et voisines. Les zones en jaune représentent les agglomérations.

### Sections de la commune
| # | Section   | Superf. (km²) | Habitants (2020) | Habitants par km² | Code INS |
| - | --------- | ------------- | ---------------- | ----------------- | -------- |
| 1 | Espierres | 6,00          | 1.103            | 184               | 34043A   |
| 2 | Helchin   | 4,82          | 968              | 201               | 34043B   |

### Communes limitrophes

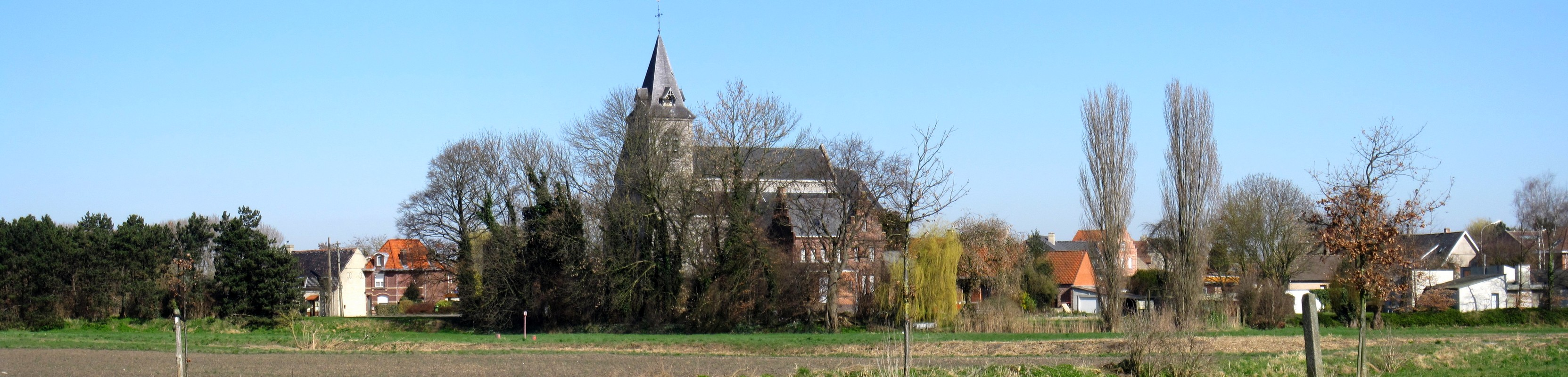
Village d'Espierres

- a. Kooigem (Courtrai Kortrijk)
- b. Saint-Genois (Zwevegem)
- c. Bossuit (Avelgem)
- d. Pottes (Celles)
- e. Hérinnes (Pecq)
- f. Warcoing (Pecq)
- g. Saint-Léger (Estaimpuis)
- h. Dottignies (Mouscron)

## Langues
Bien que située en région flamande, la commune est largement peuplée de francophones. 70% selon le bourgmestre. Elle se trouve sur la frontière linguistique, ici formée par l'Escaut, entre Courtrai (Kortrijk) et Tournai. Il s'agit d'une des communes offrant des facilités linguistiques à sa population francophone.

## Héraldique
|  | La commune possède des armoiries qui lui ont été octroyées le 25 juin 1981. Ce sont celles d'Espierres, mais maintenant la bannière droite représente les armoiries de Helchin. Ces dernières avaient été octroyées à Helchin le 3 juillet 1925. Ce sont celles du diocèse de Tournai avec des couleurs différentes. Le château local a été construit en 1282 par Michiel van Warenghien, évêque de Tournai. Les évêques ont dirigé le village jusqu'à la fin du XVIIIe siècle. Blasonnement : D'azur à la fasce d'or chargée de trois roses de gueules boutonnées du second et pointées de sinople, accompagnée en pointe d'un Quartefeuille d'argent. L'écu surmonté d'une couronne de baron des Pays-Bas autrichiens et soutenu par deux tigres aux naturels colletés d'or tenant chacun une bannière: celui de dextre d'azur fleurdelisé d'or, une tour d'argent brochant sur deux crosses d'évêque du même passées en sautoir; celui de senestre de gueules à une croix d'argent. Source du blasonnement : Heraldy of the World. |

## Histoire
Espierres-Helchin est le village d'origine des barons de la Fosse et d'Espierres. Leurs descendants demeurent toujours dans la localité.
Le premier d'entre eux a été Nicolas de la Fosse dit d'Espierres (1658-1745). Fils de Laurent et de Jeanne d'Errembault, baptisé à Tournai le 15 janvier 1658, il devient conseiller pensionnaire (conseiller juridique) des États du Tournaisis. Il est créé baron d'Espierres le 20 novembre 1720 et meurt le 30 septembre 1743 à 87 ans; est inhumé dans l'église Saint-Jacques de Tournai. Il épouse le 10 janvier 1700 à Tournai Marie-Françoise Bayart (1666-1736), fille de Bruno Bayart, seigneur de Pont-à-Vendin, greffier criminel et procureur général de Lille, bourgeois de Lille, anobli en 1669  et de Marguerite Daudenarde. Marie-Françoise Bayart, dame de le Pret, est baptisée à Lille le 15 avril 1666 et meurt le 28 juin 1736 à l'âge de 70 ans.

## Démographie

### Évolution démographique
- Source: DGS , de 1831 à 1981=recensements population; à partir de 1990 = nombre d'habitants chaque 1 janvier[7]